# Banjo-Kazooie: Grunty's Revenge
Banjo-Kazooie: Grunty's Revenge è un videogioco della serie di Banjo-Kazooie, uscito per Game Boy Advance nel 2003. È il terzo gioco della serie a essere stato pubblicato, ma si svolge prima di Banjo-Tooie.

## Trama
La strega Gruntilda è ancora bloccata sotto il masso gigante che l'ha schiacciata due mesi prima. Dopo aver cercato inutilmente di sollevare il masso, il suo servitore Klungo decide di passare a un piano d'azione. Costruisce un robot meccanico e dice a Gruntilda di trasportare la sua anima in esso. Mentre il suo corpo ancora sarebbe bloccato nel sottosuolo, la megera potrebbe ora iniziare uno schema di vendetta contro Banjo e Kazooie. Mumbo Jumbo però ha visto tutto e ha origliato il loro diabolico piano così corre da Banjo ad avvertirlo, ma non fa in tempo a spiegarsi bene, perché Kazooie viene catturata da Gruntilda. Dopodiché la strega e Klungo tornano indietro nel tempo e Mumbo utilizza la propria magia per spedire Banjo indietro e permettergli di recuperare Kazooie. Nel passato Banjo fa la conoscenza di Bozzeye, una talpa che insegnerà a Banjo alcune abilità che gli permetteranno di avanzare nel gioco, e Jiggywiggy, un individuo che si occuperà di aprire i mondi di gioco utilizzando il potere dei Jiggy.
Dopo aver liberato Kazooie e raccolto un numero di Jiggy sufficiente a sbloccare la sfida finale, Banjo raggiunge l'antro di Gruntilda. L'orso sconfigge definitivamente la strega e lo spettro di Gruntilda ritorna nel suo corpo originale sotto il masso, e da lì ordina a Klungo di chiamare le sue sorelle affinché la liberino.

## Modalità di gioco
Il gioco segue la stessa modalità di gioco di Banjo-Kazooie. Il giocatore guiderà Banjo attraverso vari mondi di gioco alla ricerca di vari oggetti che gli serviranno per avanzare nella sua ricerca, primi fra tutti i Jiggy, le tessere di puzzle che il giocatore dovrà utilizzare per aprire i mondi di gioco. I Jiggy potranno essere trovati in giro, vinti giocando ai minigiochi, guadagnati risolvendo alcuni puzzle o aiutando alcuni personaggi non giocanti che abitano i mondi di gioco. Nel corso del gioco Banjo sarà aiutato da Bozzeye, che insegnerà al personaggio nuove abilità (come ad esempio alcune mosse per attaccare o per eseguire salti più alti e più lunghi).
I favi di alveare rappresentano la salute del giocatore; alcuni si trovano sparsi in giro, mentre altri vengono lasciati dai nemici dopo che questi vengono uccisi dal giocatore.
Dopo aver sconfitto i boss dei mondi di gioco, il giocatore otterrà i teschi di Mumbo. Portando i teschi a Mumbo, il giocatore potrà in cambio essere trasformato in una creatura speciale (in topo, in candela, in polpo o in carro armato). Ogni creatura avrà delle abilità particolari che verranno usate per risolvere determinati puzzle (il topo per esempio ha la capacità di infilarsi in fessure molto piccole, mentre il polpo può nuotare nell'acqua inquinata senza intaccare la barra della salute).

## Sviluppo
Grunty's Revenge è stato sviluppato da Rare per Game Boy Advance (GBA), una console portatile di Nintendo. La produzione è durata quattro anni ed è iniziata nell'agosto 1999, un anno prima dell'uscita di Banjo-Tooie e quando Rare era ancora uno sviluppatore di seconde parti per Nintendo. Sebbene sia stato sviluppato e commercializzato su GBA, Grunty's Revenge era stato inizialmente progettato per il predecessore Game Boy Color. Originariamente era intitolato Banjo-Kazooie: Grunty's Curse ed era stato concettualizzato da un piccolo team. La storia di Grunty's Curse era diversa: era ambientata in un universo parallelo, non prevedeva viaggi nel tempo e si sarebbe svolta diversi anni dopo gli eventi di Banjo-Kazooie.
Originariamente concepito come un platform a scorrimento laterale, Grunty's Curse presentava più livelli e potenziamenti di Grunty's Revenge. Rare stava lavorando agli sprite del gioco quando la produzione si è interrotta alla fine del 1999. Nel 2003, Microsoft ha collaborato con THQ per pubblicare i progetti GBA di Rare, tra cui Grunty's Revenge, un remake di Sabre Wulf (2004), lo spin-off Banjo-Pilot (2005) e It's Mr. Pants (2005).
La produzione riprese dopo il lancio del GBA. Rare rinominò il gioco Grunty's Revenge e ne cambiò la trama in modo che si adattasse meglio all'universo della serie. Venne annunciato e presentato insieme agli altri giochi GBA di Rare all'E3 2001. Lo sviluppo continuò anche dopo che Rare venne acquisita da Microsoft nel 2002, sebbene l'azienda in quel periodo non producesse console di gioco portatili. La modalità multiplayer che utilizza il cavo Game Link di GBA fu inizialmente pianificata, ma venne poi tagliata.
Il gioco è stato reso disponibile in Nord America il 12 settembre 2003 e in Europa il 24 ottobre. È stato il primo gioco di Rare dopo l'acquisizione di Microsoft e il primo gioco in oltre 10 anni che né loro né Nintendo hanno pubblicato. Un porting per telefoni cellulari venne pubblicato da In-Fusio nel giugno 2005. Un altro gioco mobile che comprende i minigiochi, Grunty's Revenge Missions, è stato distribuito nello stesso periodo.

## Accoglienza
| Testata               | Versione | Giudizio |
| --------------------- | -------- | -------- |
| Metacritic (media al) | GBA      | 72/100   |
| Eurogamer             | GBA      | 6/10     |
| GameSpot              | GBA      | 6,8/10   |
| GameSpy               | GBA      | 4/5      |
| GameZone              | GBA      | 8,2/10   |
| IGN                   | GBA      | 8/10     |
| Jeuxvideo.com         | GBA      | 16/20    |
| Pocket Gamer          | Cell     | 7/10     |

Secondo Metacritic, un aggregatore di recensioni di videogiochi, Grunty's Revenge ha ricevuto "recensioni contrastanti o nella media". Le opinioni sul gioco nel suo complesso sono state diverse. Alcuni recensori, come quelli di IGN, GameZone, GameSpy e in retrospettiva Nintendo Life, lo hanno applaudito come uno splendido sforzo per portare Banjo-Kazooie su un dispositivo portatile. Nintendo Life è arrivata al punto di definirlo la cosa più vicina a un'esperienza Banjo pura al di fuori degli originali. Altri, come i giornalisti di GameSpot ed Eurogamer, sostenevano che non si distinguesse dagli altri giochi GBA;  Eurogamer ha anche affermato che non fosse paragonabile ai platform per GBA come Super Mario Bros. 3 (2003). Entrambi hanno ritenuto anche che i suoi difetti rovinassero l'esperienza e lo consigliavano solo ai fan della serie o dei giochi di Rare. La critica ha comunque generalmente concordato sul fatto che la storia fosse scadente. IGN la ha considerata debole e scritta male, ritenendo che non utilizzasse bene l'aspetto del viaggio nel tempo e che avrebbe dovuto avere più battute e riferimenti ai due precedenti giochi di Banjo-Kazooie. Altri la hanno considerata troppo confusa, zoppa e "ridicola".  Tuttavia, Jeuxvideo.com ne ha elogiato il tono insolito e divertente.
I recensori sono stati più generosi nei confronti del suo gameplay, da molti paragonato favorevolmente a quello dei giochi originali. GameZone e GameSpy hanno ritenuto che il gameplay della serie fosse passato bene dall'N64 al GBA.  GameSpy ha infatti dichiarato che Grunty's Revenge non si limitava a imitare i giochi N64 e, a differenza di altri platform, non era mai ripetitivo. Jeuxvideo.com ha apprezzato gli ambienti vasti, IGN ha affermato che il gameplay era "tanto profondo ed esteso" come lo era sul N64, e Nintendo Life ha affermato che il gioco fosse riuscito nell'impresa di "stipare tutta la bontà del platform [di Banjo] in una cartuccia con molta meno capacità". Anche i minigiochi sono stati apprezzati in quanto diversivo avvincente e divertente capace di aggiungere profondità al gioco principale. Sul lato negativo, la critica è rimasta però delusa dal fatto che la modalità multigiocatore promessa fosse assente, e che alcuni minigiochi avrebbero beneficiato di tale modalità. Altre lamentele sono state mosse contro la visuale dall'alto, che si diceva rendesse difficile giudicare le altezze.
Le immagini e il suono sono stati elogiati. Molti recensori hanno dichiarato che le immagini apparissero colorate e ben animate e sono rimasti colpiti dalla loro fedeltà ai giochi N64. Hanno scritto che Rare avesse fatto un ottimo lavoro ricreando il mondo di Banjo-Kazooie in 2D. Nintendo Life ha paragonato favorevolmente la grafica pre-renderizzata a Donkey Kong Country  e GameZone l'ha definita vibrante e dettagliata. Eurogamer ha affermato che sebbene non fosse il gioco più carino del GBA, la maggior parte delle immagini di Grunty's Revenge erano ben fatte, anche se gli sfondi risultavano poco brillanti. Jeuxvideo.com e Pocket Gamer sono stati però più critici:  Jeuxvideo.com ha ritenuto che i colori fossero strani e il testo difficile da leggere, e Pocket Gamer ha sostenuto che lo stile artistico fosse fin troppo "carino". I recensori sono rimasti sorpresi da quanto l'audio fosse simile a quello dei giochi N64. IGN ha definito la musica orecchiabile e il comparto sonoro nel complesso impressionante, e GameZone ha apprezzato il fatto che Rare avesse riportato "l'esilarante e indescrivibile jibber-jabber di Banjo".
La bassa difficoltà e la breve durata sono però stati criticati in modo unanime. I revisori hanno stimato che il gioco poteva essere completato nel giro di poche ore e hanno anche ritenuto che mancasse di rigiocabilità. GameSpot, ad esempio, ha dichiarato che non ci fossero molte aree in cui i giocatori potessero rallentare e interagire con l'ambiente, ed Eurogamer ha definito il gioco "noioso".  I combattimenti contro i boss sono stati definiti uno dei più grandi fallimenti del gioco: sono stati infatti criticati per la loro natura poco ispirata e la mancanza di difficoltà, sebbene IGN e Nintendo Life considerassero il boss finale un punto culminante. Pocket Gamer ha inoltre affermato che è facile perdersi nel mondo di gioco.